# Mesochorus dumosus
Mesochorus dumosus là một loài tò vò trong họ Ichneumonidae.